# Пекін-Дасин

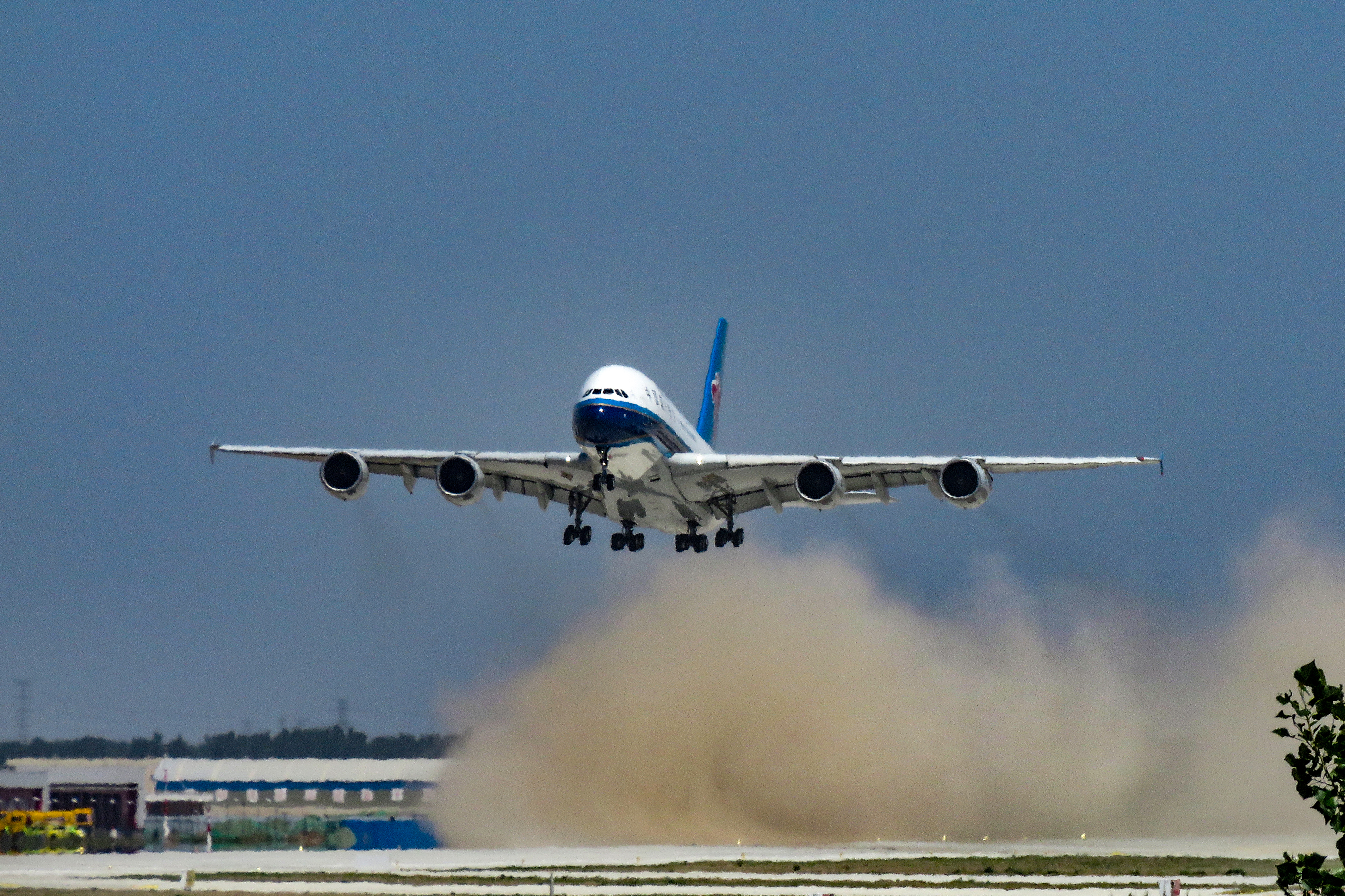
Airbus A380-800 China Southern Airlines злітає з аеропорту

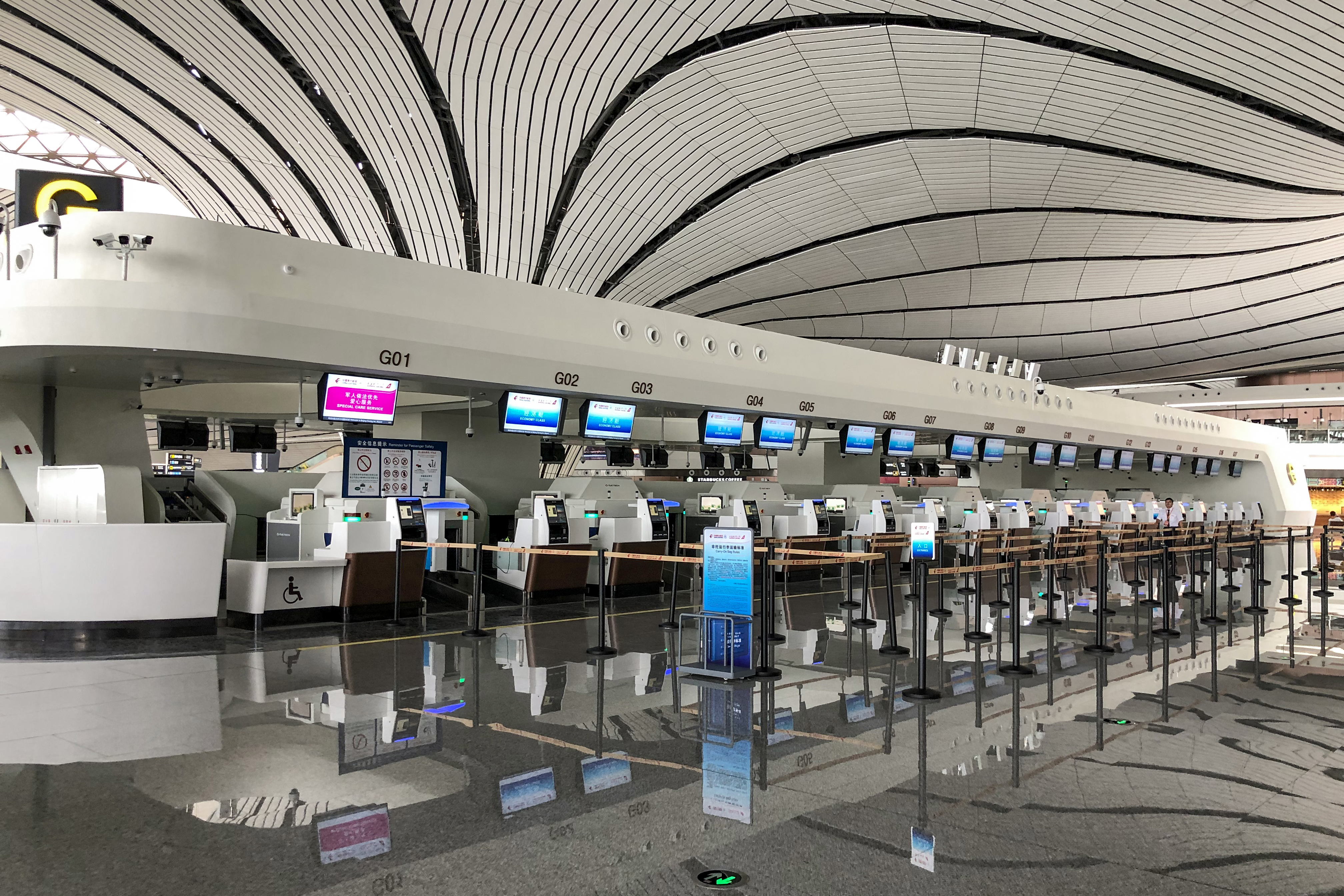
Зал реєстрації China Eastern Airlines

Аеропорт Пекін-Дасин (кит.: 北京大兴国际机场, Běijīng dàxīng guójì jīcháng) (IATA: PKX, ICAO: ZBAD) — міжнародний аеропорт в столиці Китаю, пекінському районі Дасин, біля межі з районом Гуан'ян міського округу Ланфан провінції Хебей; за 46 км від центру Пекіна, площі Тяньаньмень. Відкритий 25 вересня 2019 року.
Аеропорт стане новим хабом, точкою перетину високошвидкісних залізниць, регіональних залізниць, швидкісних автомагістралей. Цей хаб має стати поштовхом розвитку економіки всього регіону.

## Опис

### Термінал 1
Перший термінал, з пропускною спроможністю 45 мільйонів пасажирів на рік, відкрито в 2019 році. Площа всіх поверхів будівлі термінала становить 700 тис. м², що робить його найбільшою будівлею термінала аеропорту у Китаї (більше термінал аеропорту Стамбула). Термінал є величезним будинком з центральним ядром і п'ятьма «променями» що розходяться в різні боки. Кожен «промінь» має своє тематичне оздоблення, присвячена одному з традиційних китайських культурних явищ: шовкографії, чаю, порцеляні, сільському господарству або китайським садам; дизайн термінала у вигляді золотої зірки був розроблений бюро архітектора Захі Хадід.
Площа монолітного даху становить 180 тис. м². який підтримується 8 вигнутими стовпами і 12 колонами. Довжина по даху термінала із заходу на схід 1144 м, ширина з півночі на південь 996 м. Довжина «променів» становить менше ніж 600 метрів. Завдяки цьому, попри те, що в терміналі 79 гейтів, шлях до центру термінала займе з будь-якої його точки не більше 8 хвилин. Термінал став першою у країні будівлею аеропорту з двома поверхами прильоту і двома поверхами вильоту:
- 1-й поверх — прибуття міжнародних рейсів;
- 2-й поверх — прибуття внутрішніх рейсів;
- 3-й поверх — виліт внутрішніх рейсів в тому числі з автоматичними стійками реєстрації;
- 4-й поверх — всі міжнародні вильоти.
- Решта поверхів — технічні та зони відпочинку.

До всіх поверхів проведені ескалатори з підземної залізничної станції.

#### Екологічність
У терміналі реалізована система збору та використання дощової води. Конструкція будівлі відповідає високим екологічним стандартам, використовується природне освітлення, природна вентиляція, інші технології, які допомагають скоротити споживання енергії.

### Аеропорт
Для досягнення максимальної пропускної спроможності згодом буде продовжено будівництво другого терміналу у південній частині аеропорту; передбачається, що пасажирообіг всіх терміналів аеропорту до 2025 року може скласти 72 млн пасажирів на рік, при максимальній пропускній здатності до 100 млн пасажирів Вся інфраструктура аеропорту буде відповідати стандартам безбар'єрного середовища, що дозволить обслуговувати паралімпійські ігри 2022 року.

#### Екологічність
Весь транспорт, який обслуговує аеропорт, буде екологічно чистим. На території аеропорту розташовані сонячні панелі з продуктивністю від 10 МВт електроенергії. В аеропорту реалізована система циркуляції води, що включає в себе системи збору, накопичення, розподілу дощової води, природного очищення до 2,8 млн м³ води в системі ставків, каналів, полів зрошення. Таким чином досягається захищеність від повеней і локального перегріву території .

## Історія
Однією з причин будівництва аеропорту стала висока завантаженість цивільних повітряних коридорів основного аеропорту Пекіна — Шоуду. Через те, що 70% повітряного простору Китаю належить військовим, при погіршенні погодних умов на шляху до аеропорту у літака немає можливості виконати обліт грозового фронту. З введенням нового аеропорту залежність від погодних умов знизиться. Саме тому новий аеропорт знаходиться на далекому, за 66 км, відстані від Шоуду.
Другою причиною створення аеропорту далеко Пекіна є перспектива його використання в якості аеропорту трьох міст, єдиної економічної зони: «Пекін — Тяньцзінь — Хебей».
Проект створення нового аеропорту та обслуговуючої інфраструктури був затверджений в листопаді 2014.
Всі необхідні інвестиції на будівництво складають близько 80 млрд юанів (11 млрд $).

### Термінал 1
Перший термінал аеропорту розроблявся «Об'єднаною дизайнерською групою» (JDT) під керівництвом Beijing New Airport Headquarters (BNAH), що об'єднала діяльність компаній ADP Ingénierie (ADPI) (відповідальної за технічний дизайн) і Zaha Hadid Architects (ZHA) (відповідальної за архітектурний дизайн), з розробки дизайну і його втілення — у співпраці з Beijin Institute of Architecture and Design (BIAD) і China Airport Construction Company (CACC).
На спорудження термінала було витрачено 52000 тонн сталі. При спорудженні термінала вирішувалися інженерні завдання великої складності. Відстань між опорами даху становить 200 метрів. Складність розрахунку міцності і сейсмічної стабільності конструкції збільшувала і особлива форма опор у вигляді літери «С». Дах центру терміналу має 63 450 балок і 12 300 комутаційних вузлів. Дах 5 пелюсток складається з 55 267 балок і 8 472 комутаційних вузлів. Загальна маса каркаса даху склала 30 тис. тонн. Скління виконували 1200 робітників протягом 3 місяців. Всього використано 4 500 великих і 8 100 дрібних скляних панелей.

### Походження назви
Спочатку була прийнята робоча назва — ««Столичний міжнародний аеропорт Юндін» (через те, що він розташований на північному березі річки Юндінхе). В 2017 році було запропоновано назву «Міжнародний аеропорт Пекін-Тянцзінь-Хебей» заступником директора інституту цивільної авіації. У березні 2018 року директор Пекінського міжнародного дослідницького інституту повідомив про плановану назву «Міжнародний аеропорт Пекін-Сюн'ань» яке точніше показати позиціювання аеропорту. У вересні 2018 року була затверджена офіційна назва: «Міжнародний аеропорт Пекін-Дасін».

### Будівництво
Для будівництва були знесені 11 населених пунктів, ще 24 були переміщені через передбачувану зашумленість, загальна кількість переміщених громадян склало близько 20 тис. осіб. Компенсаційні одноразові виплати складають 150 000 $ на власника нерухомості та 300 $ щомісячної дотації на оренду нового житла.
Станом на вересень 2018 року ЗПС були готові на 93%, дорожні роботи завершені на 62%, в будівлі термінала завершені будівельні і розпочато оздоблювальні роботи. Усі будівельні та оздоблювальні роботи були завершені 30 червня 2019.
Для досягнення максимальне пропускної здатності згодом буде продовжено будівництво другого терміналу у південній частині аеропорту.

### Відкриття
Церемонія відкриття аеропорту відбулася 25 вересня 2019 року. Про початок експлуатації аеропорту урочисто оголосив генеральний секретар ЦК КПК Сі Цзіньпін.
Першим офіційним рейсом з аеропорту став рейс CZ3001 авіакомпанії China Southern в Гуанчжоу виконано літаком A380.
Першим комерційним рейсом з аеропорту став KN5970 авіакомпанії China United Airlines, який залишив аеропорт в 7:27.
Першим комерційним рейсом що приземлився в аеропорту став KN5302 компанії China United Airlines в 10:12..

## Авіасполучення
З 26 вересня 2019 року всі рейси що виконувалися раніше з аеропорту Пекін-Наньюань авіакомпанією China United Airlines переведені в аеропорт Пекін-Дасин.

## Транспортне сполучення

### Швидкісна залізниця

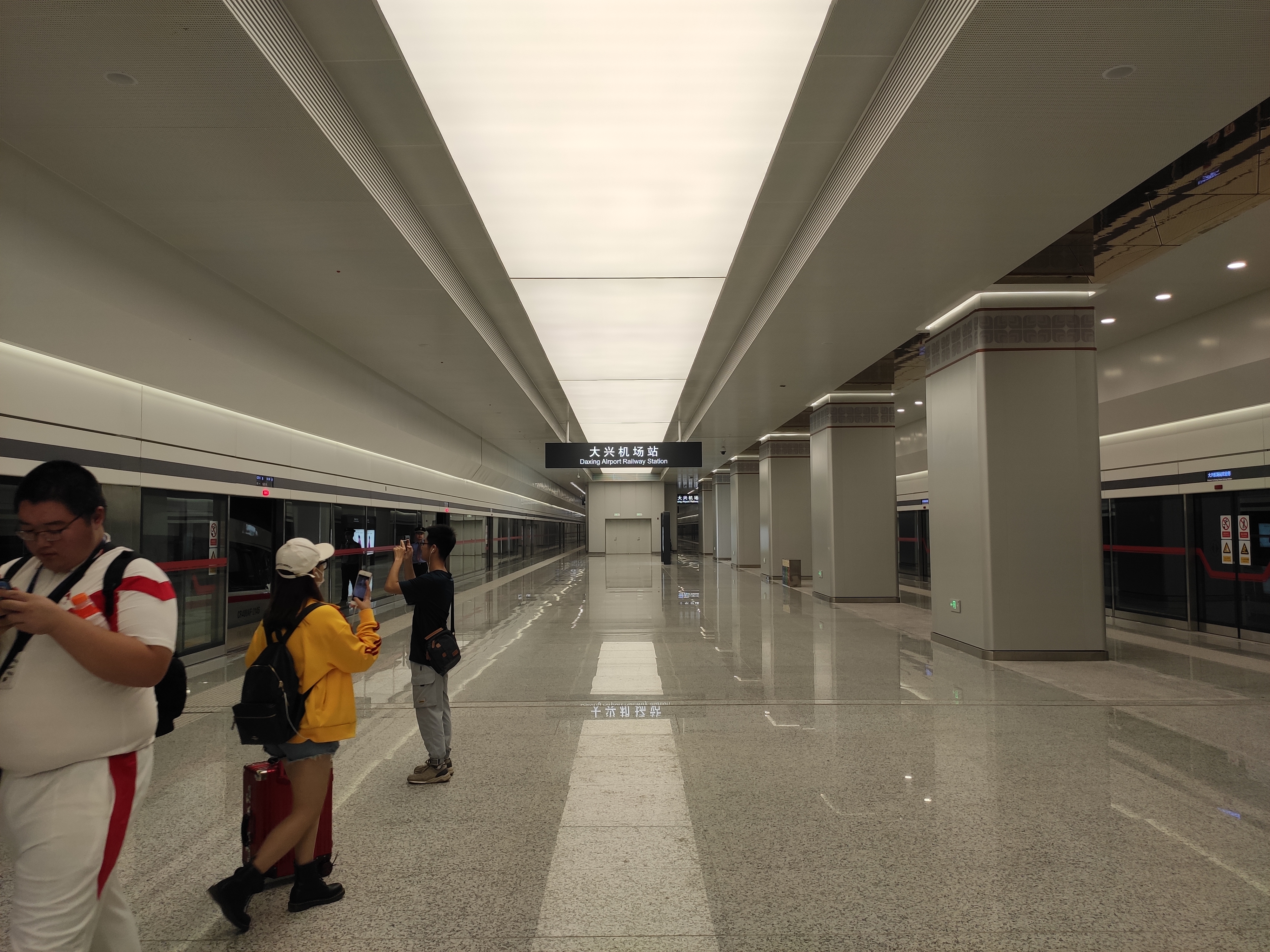
Станція залізниці в аэропорту

Безпосередньо під будівлею термінала буде знаходитися залізнична станція з 5 ліній завширшки 270 м. Під терміналом поїзда можуть рухатися зі швидкістю 300 км/год; для компенсації можливих вібрацій було використано 1100 демпферів, що створюють амортизаторну подушку для всієї будівлі термінала.
Залізниця сполучає аеропорт із Західним залізничним вокзалом Пекіна.
Час в дорозі — 28 хвилин. Довжина маршруту — 47 км.

### Метро

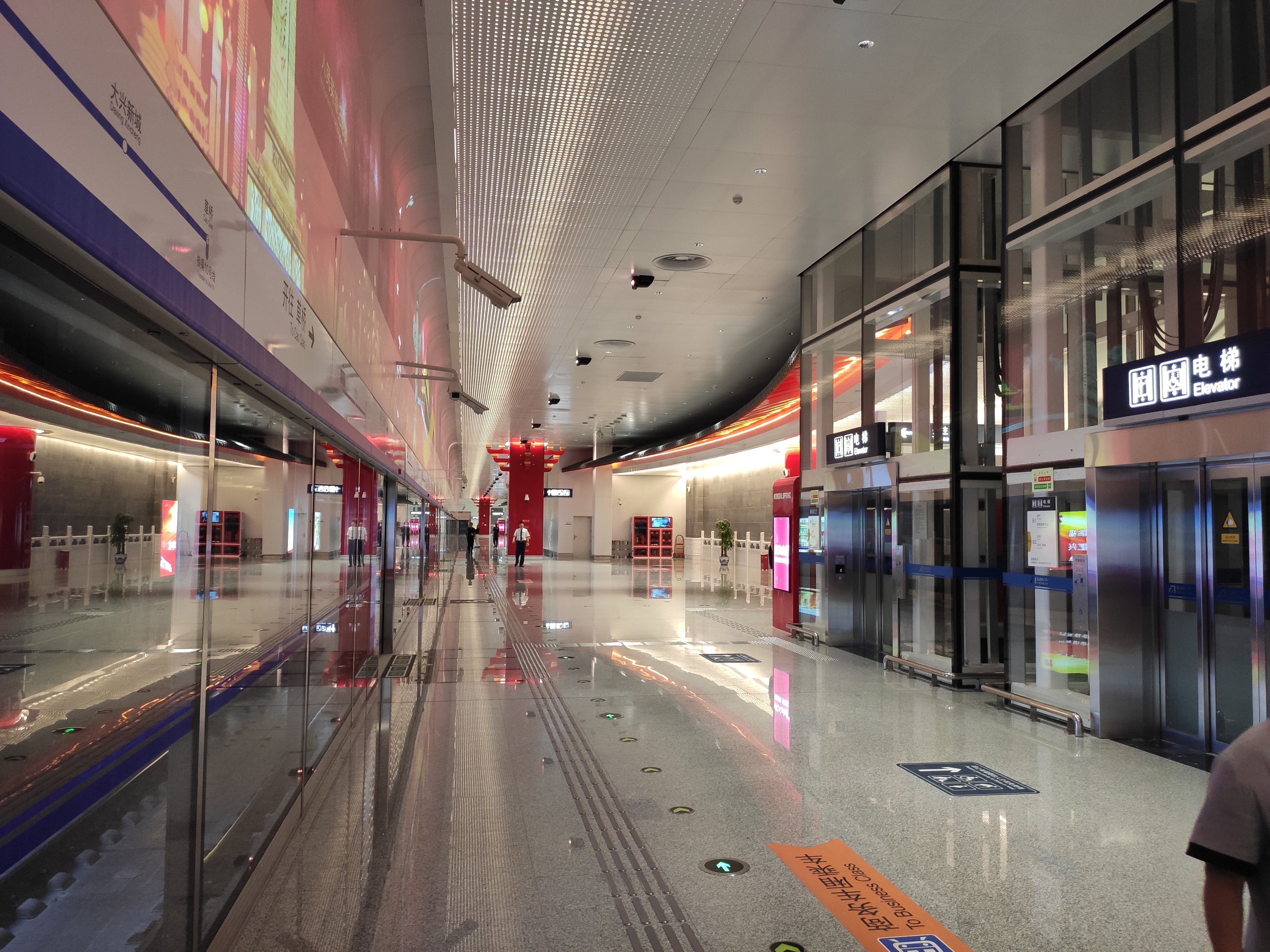
Станція метро в аеропорту

Лінія Пекінського метрополітену Daxing Airport Express, що сполучає три станції (Caoqiao — пересадка на 10 лінію метро, Daxing New City — місто Дасін, Daxing Airport — в аеропорту) відкрита 26 вересня 2019 року.
- Час роботи — з 6 ранку до 22:30.
- Інтервал руху — від 8 до 10 хвилин.
- Час в дорозі — 19 хвилин.
- Довжина шляху — 38 км.
- Максимальна ціна квитка — 35 юанів.[17]

### Автобус

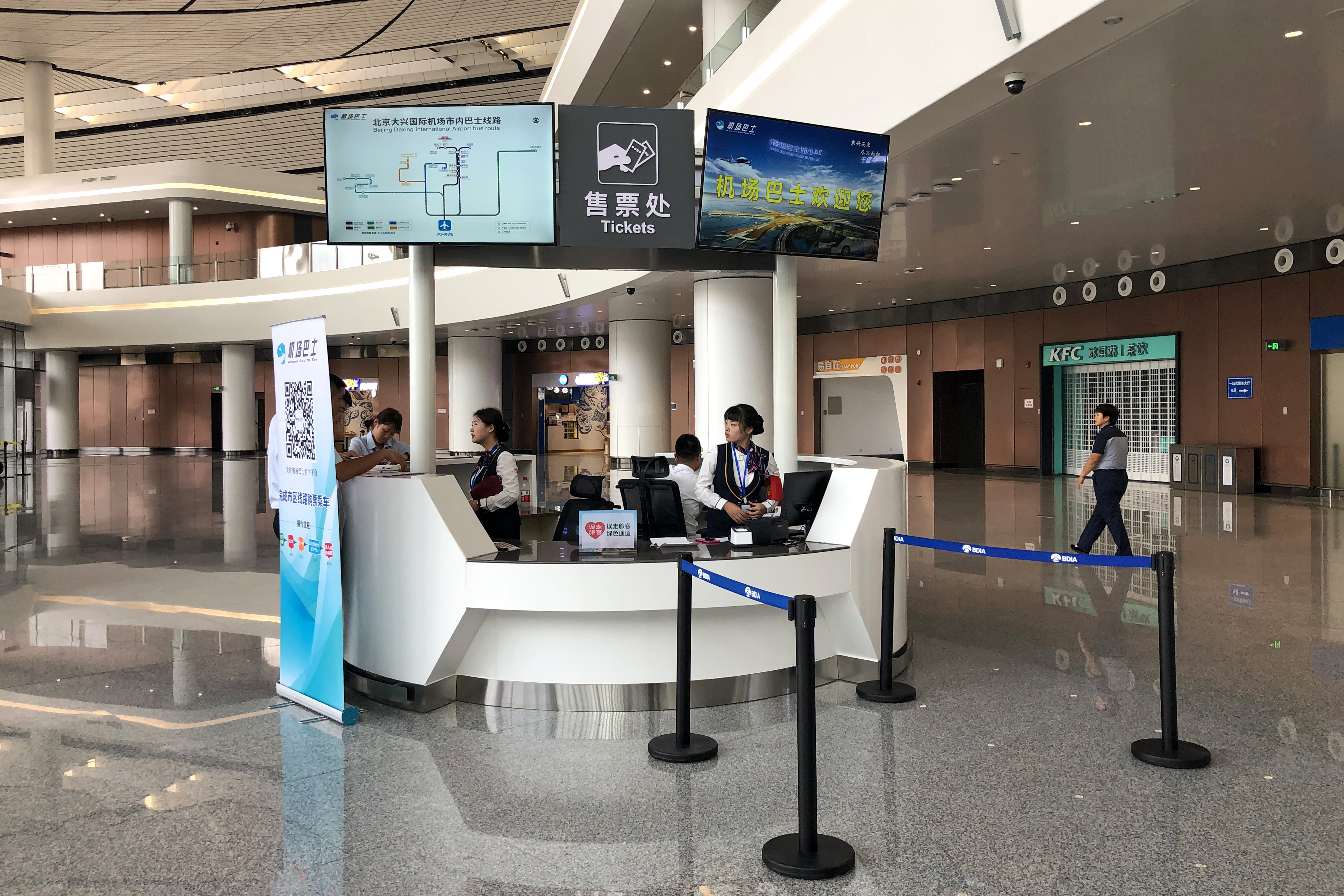
Стійка з продажу квитків на автобус

#### Пекінський напрямок
Автобуси вирушають зі аеропорту з інтервалом в 30 хвилин в сторону центру Пекіна. 6 маршрутів сполучають аеропорт з залізничними вокзалами і центром міста. [17] У початковий період використовуються 17 містні електробуси при зростанні потреб аеропорту інтервал буде зменшений, будуть використані більш місткі електробуси.
Вартість проїзду - 40 юанів.

#### Регіональні маршрути
- Аеропорт — Тяньцзінь (75 юанів);
- Аеропорт — Ланфан (35 юанів);
- Аеропорт — Таншань (120 юанів);
- Аеропорт — Баодін (70 юанів).[16][18]